# Kyōfu Jigoku Shoujo
Kyōfu Jigoku Shoujo (恐怖・地獄少女 lit. El terror de la chica infernal?), también conocido como Hell Girl, es un manga de horror escrito e ilustrado por Hideshi Hino, fue uno de los primeros trabajos del mangaka. Cuenta la historia de una pequeña niña que es abandonada por sus padres por nacer con malformaciones, la chica intenta regresar con ellos.

## Argumento
Tras el nacimiento de unas gemelas, el padre es informado que una de las niñas nació con malformaciones, la tormentosa noche es aprovechada por el padre para deshacerse de la niña en un basurero clandestino de chatarra; la historia cuenta varios procesos en la vida de la niña, su primer contacto con el mundo del basurero donde casi muere, además de como aprovecha como comida a otros animales, conforme crece, la pequeña se alimenta de varios animales de su tamaño y decide abandonar el basurero para intentar reencontrarse con sus padres. Una serie de ataques extraños atemorizan el pueblo siendo culpable la niña, quien ya crecida y con más hambre, ataca personas para saciarse; en una de las ocasiones siendo perseguida, descubre la casa de la familia que le ha abandonado, solamente para enfrentarse a su destino final tras ser descubierta por la policía.

## Personajes
La historia no desarrolla a ningún personaje dándole nombre o una historia salvo la protagonista. Entre los personajes al principio aparece el padre, un oficinista rollizo y un doctor un poco nervioso. En el desarrollo de la historia central, el único personaje que aparece es la niña, una pequeña que sufre malformaciones al punto de no parecer humana, no puede hablar y se comporta como un animal. Al final de la historia aparerecen varios personajes entre ellos un policía, varios habitantes del pueblo que son atacados por la niña, aparece de nuevo el padre, su esposa y la hermana gemela de la chica abandonada.

## Manga
El manga fue escrito e ilustrado por Hideshi Hino, fue uno de los primeros trabajos del mangaka, fue publicado en 1982 como un volumen único por la editorial Kosaido Publishing, en Estados Unidos la editorial Blast Books publicó el manga en enero de 1995 bajo el título Hell Baby.
| Volumen 1 "Hell Baby" "Kyōfu Jigoku Shoujo"(恐怖・地獄少女) | ISBN                | Publicado |
| Volumen 1 "Hell Baby" "Kyōfu Jigoku Shoujo"(恐怖・地獄少女) | ISBN 978-0922233120 | 1982      |
| |                     |           |
| Contiene los capítulos: - 1- Una noche oscura y tormentosa - 2- El basurero del mundo - 3- Las bolas de fuego - 4- Como los gusanos de la tierra - 5- La vida en el basurero - 6- La reina del basurero - 7- Las luces de la ciudad - 8- La anciana misteriosa - 9- La ciudad aterrorizada - 10- La caza - 11- El aroma de la sangre - 12- Un trágico destino - 13- El regreso a la oscuridad |                     |           |